# Abbazia Pisani
Abbazia Pisani (Basìa in veneto) è una frazione del comune di Villa del Conte, in provincia di Padova. L'omonima parrocchia dipende dalla diocesi di Treviso, vicariato di Castello di Godego.

## Storia
Il 29 aprile 1085, Ecelo I, della famiglia degli Ezzelini da Onara, con altri signori, tra i quali alcuni esponenti della famiglia da Camposampiero, fece un'importante donazione al monastero di Santa Eufemia di Villanova (l'attuale frazione di Abbazia Pisani). In questo documento appaiono per la prima volta i nomi di Bassano e del Margnano (un sito archeologico nel comune di Bassano del Grappa).
Il nome attuale della frazione è dovuta al cardinale Francesco Pisani, commendatario dell'Abbazia di Villanova dal 1518 al 1570, divenuta quindi "villa dell'Abbacia nominata Pisani" nel '600.